# Drymocallis rupestris
Drymocallis rupestris (syn. Potentilla jailae) — вид квіткових рослин роду перстач родини розові (Rosaceae).

## Ботанічний опис
Багаторічна рослина 15–30 см заввишки.
Вся рослина покрита залозистими та простими жорсткими волосками.
Листки з 2–3 парами широко-оберненояйцеподібних або майже круглих, двічі зубчастих листочків.
Квітки білі.

## Поширення в Україні
Зустрічається у Криму. Росте на скелях та кам'янистих схилах, на яйлах.